# ديفيد أو (سياسي)
ديفيد أو (بالإنجليزية: David Oh)‏ هو سياسي أمريكي، ولد في 8 مارس 1960 في Southwest Philadelphia ‏ في الولايات المتحدة. نشط حزبياً في الحزب الجمهوري.